# Franska blåmunkar
Franska blåmunkar (Jasione laevis) är en klockväxtart som beskrevs av Jean-Baptiste de Lamarck. Enligt Catalogue of Life ingår Franska blåmunkar i släktet blåmunkssläktet och familjen klockväxter, men enligt Dyntaxa är tillhörigheten istället släktet blåmunkssläktet och familjen klockväxter. Arten har ej påträffats i Sverige.

## Underarter
Arten delas in i följande underarter:
- J. l. carpetana
- J. l. laevis

## Bildgalleri

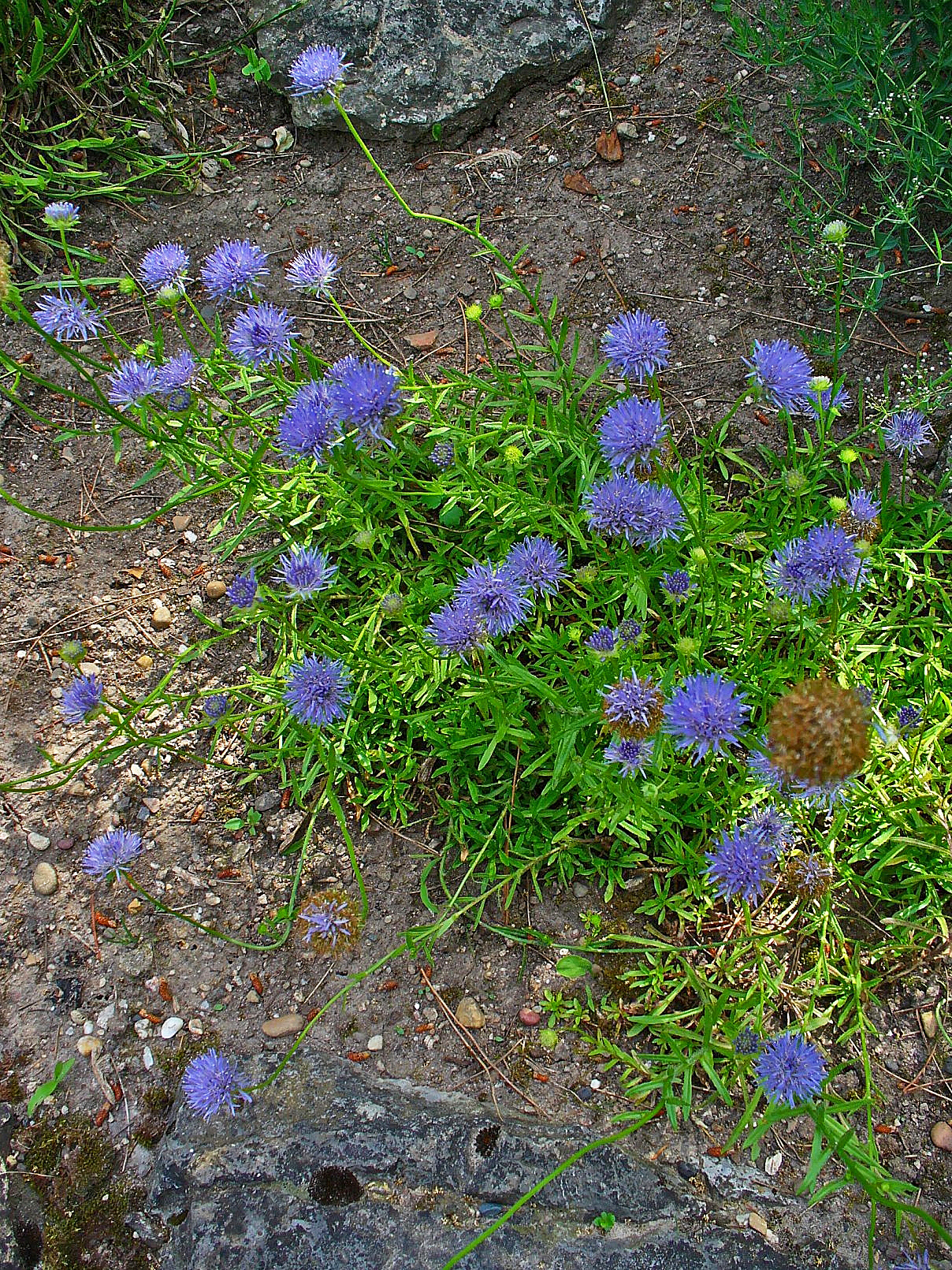
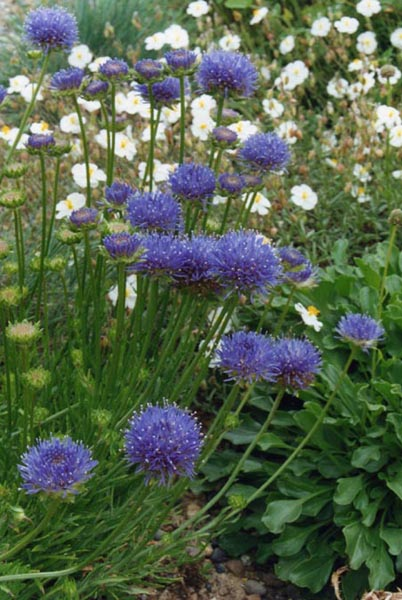
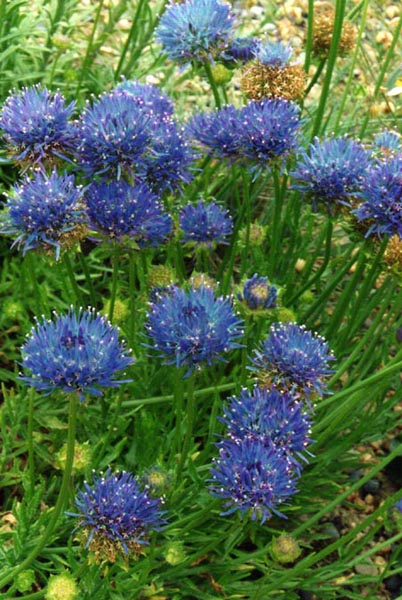
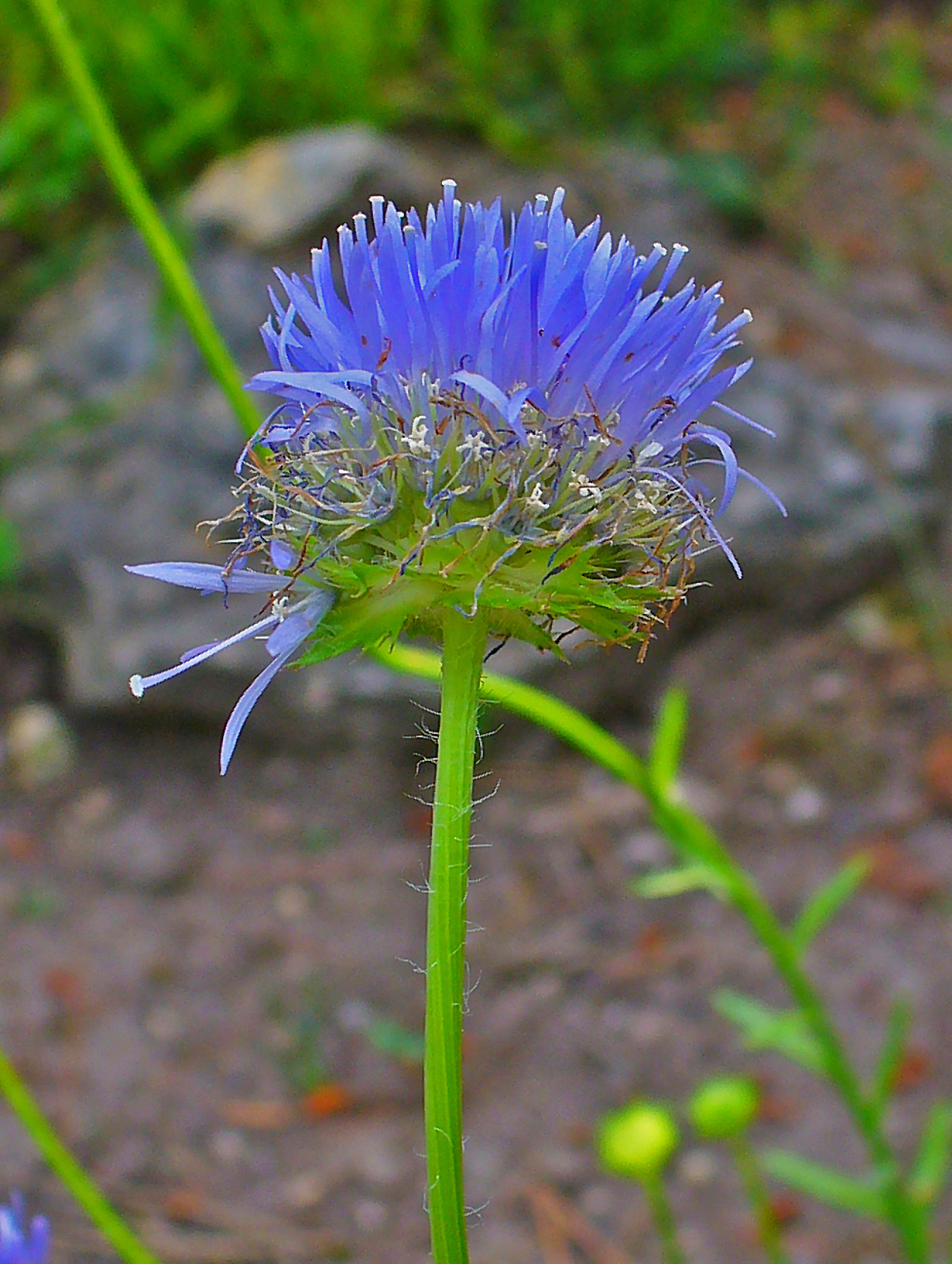
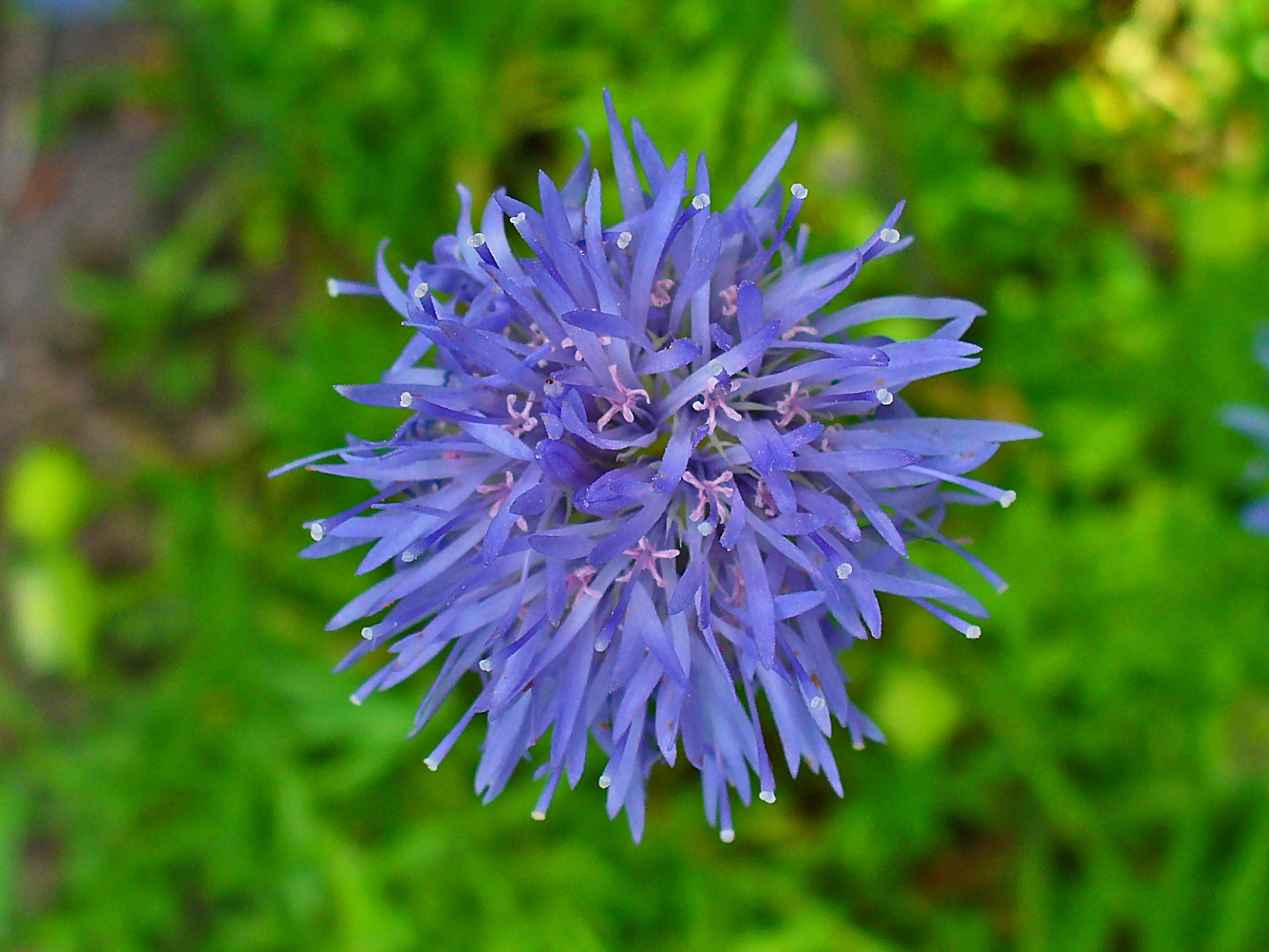